# Oreocarya capitata
Oreocarya capitata är en strävbladig växtart som beskrevs av Alice Eastwood. Oreocarya capitata ingår i släktet Oreocarya och familjen strävbladiga växter. Inga underarter finns listade i Catalogue of Life.